# ألان أو. هنتر
ألان أو. هنتر هو محامي وسياسي أمريكي، ولد في 15 يونيو 1916 في لوس أنجلوس في الولايات المتحدة، وتوفي في 2 مايو 1995 في بيثيسدا في الولايات المتحدة. نشط حزبياً في الحزب الجمهوري. وقد انتخب عضو مجلس النواب الأمريكي ‏.